# 兴隆镇 (西和县)
兴隆镇，是中华人民共和国甘肃省陇南市西和县下辖的一个乡镇级行政单位。
2016年，甘肃省民政厅批复同意撤销兴隆乡，设立兴隆镇。

## 行政区划
兴隆镇下辖以下地区：
党山村、麻池村、崔马村、季阳村、吴沟村、牟山村、下庙村、上庙村、下川村、黑鹰村、豹崖村、叶河村、张牟村、居余村、半山村、磨石村、冉湾村、茜峪村、候庄村、魏庄村、闫沟村和茨峪村。